# ديمشوغدونغروب
ديمتشوغدونغروب (بالإنجليزية:Demchugdongrub) (ولد 8 فبراير 1902 – توفي 23 مايو 1966) كان أميرًا من عشيرة بورجيغين المنغولية ونائبًا ضمن أحدث حكومات عميلة أنشأها اليابانيون في منغوليا الداخلية خلال الحرب الصينية اليابانية الثانية. قاد حركة استقلال منغولية بالأساس، واعتُبر من قبل البعض بطلًا قوميًّا، بينما اعتُبر من قبل آخرين خائنًا وجنديًا تابعًا للإمبراطورية اليابانية.

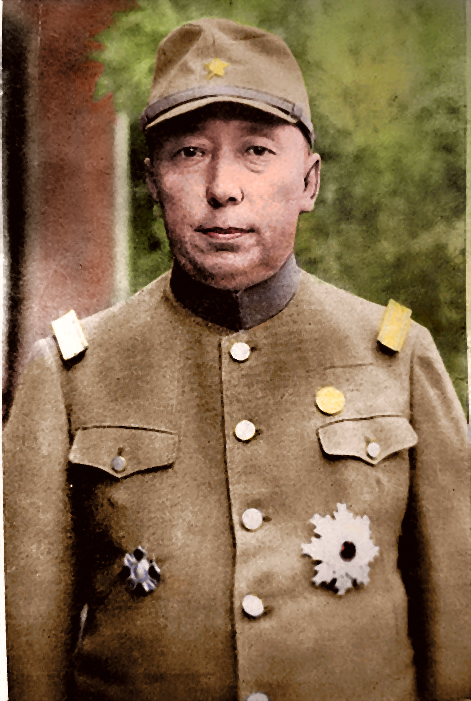
ديمشوجدونجروب في زيه العسكري

## النشأة والخلفية العائلية
وُلد ديمتشوغدونغروب في إقليم تشارهار عام 1902، وكان الابن الوحيد للأمير نامجِل فانغتشيك الذي شغل لقب «دولو دوولينغ جونوانغ» (أمير) لليانج الإداري في قبائل شيليينغول. بعد وفاة والده عام 1908، ورث عنه اللقب بموافقة حكومة سلالة تشينغ،  وفي عام 1912، اعترفت به حكومة جمهورية الصين ومنحته رتبة “جينونغ” وفق السياسات الصينية الحديثة.

## التعليم والمواقف المبكرة

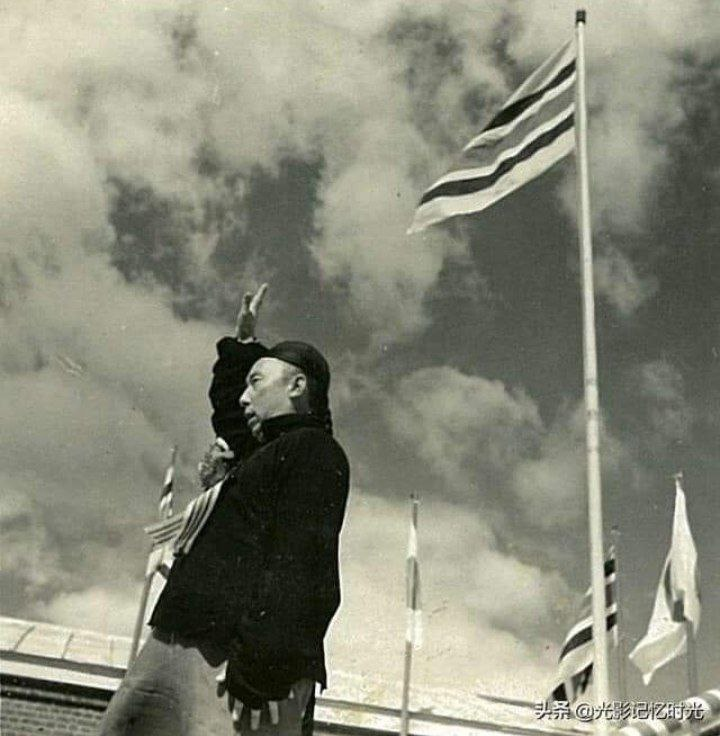

درس عدة لغات من ضمنها المنغولية والصينية والماتشو، وشارك في السياسة المحلية كعضو لجنة في مقاطعة تشارهار عام 1929. وفي عام 1931 أصبح قائدًا فعليًا للعشائر المنغولية في المنطقة.

## النشاط السياسي والحركة الاستقلالية

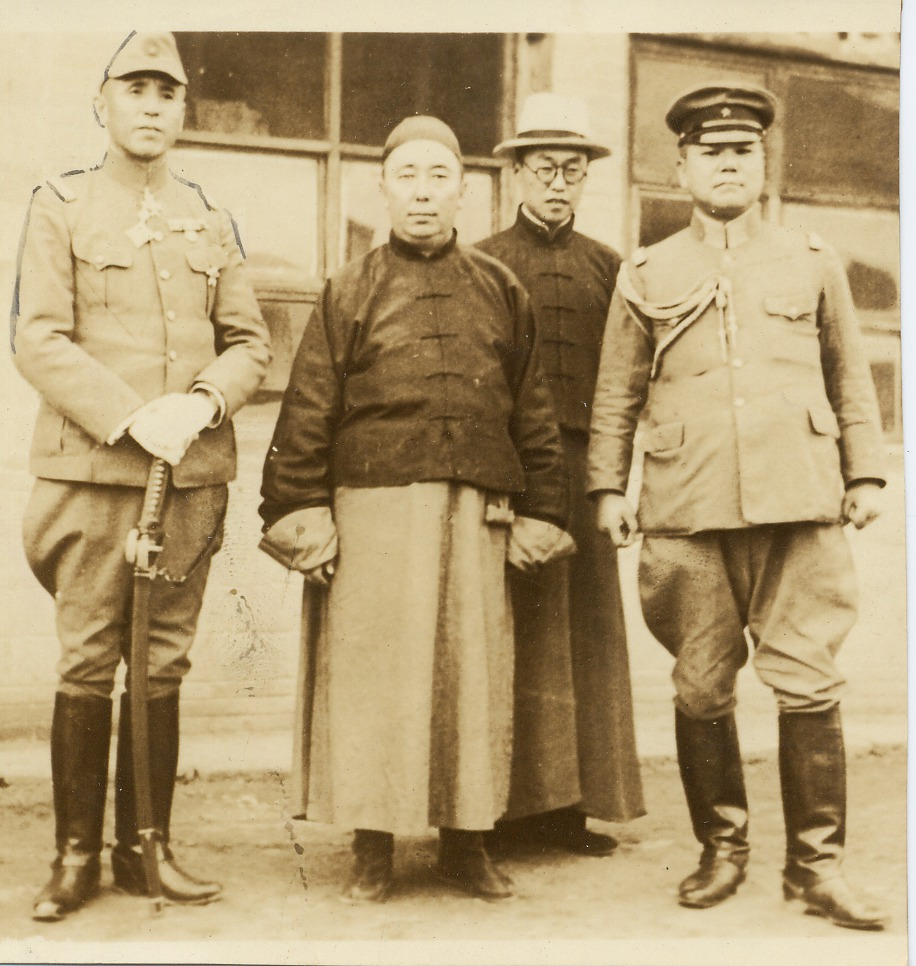

بين عامي 1933 و1935 كوّن ديمتشوجدونغروب حركة استقلال منغولية داخل منغوليا الداخلية تهدف إلى تعزيز الحكم الذاتي وإنشاء دولة موحدة للشعوب المنغولية باستخدام التهديد الياباني كوسوق لتحقيق أهدافه السياسية.

## التعاون مع اليابان وإنشاء منغجيانغ
في عام 1936، بتشجيع من الجيش الياباني، قاد ديمتشوجدونغروب إنشاء «الحكومة العسكرية المنغولية» ككيان عميل، ثم في ديسمبر 1937 أعلن رسمياً تأسيس الدولة الوكيلة «منغجيانغ» التي ضمت محافظات تشارهار وسوييوان. تولى ديمتشوجدونغروب رئاسة الدولة أولاً كنائب، ثم كرئيس رسمي بدءًا من عام 1939، وظل بالموقع حتى سقوط اليابان عام 1945.

## الدور العسكري والمواجهة مع الصين الوطنية
شارك بدعم ياباني في عمليات عسكرية مثل «عملية تشارهار» عام 1937 التي أسفرت عن سقوط مدينة كالجن تحت سيطرة منغوجانغ. احتفظ ديمتشوجدونغروب بدور رمزي لكنه كان يعتمد بالكامل على القيادة اليابانية التي كانت المهيمنة في الإدارة والسياسات العسكرية.

## نهاية عهد منغجيانغ والسجن
بعد استسلام اليابان في أغسطس 1945، سقطت منغجيانغ واحتلتها القوات السوفيتية والمغولية بمساعدة من الجيش الثوري الصيني. اعتُقل ديمتشوجدونغروب وسجن لما يقارب 12 عامًا، ثم أُطلق سراحه وعاش تحت المراقبة في بكين حتى وفاته في 1966 بمدينة هوتشوتو..

## تقييم الإرث والآراء المتضادة
يُرى ديمتشوجدونغروب من زاويتين من قبل البعض كزعيم قومي منغولي داعم لـ"الوحدة المنغولية" وكبير مؤسسي حقبة جديدة للحكم الذاتي. - ومن قبل آخرين على أنه خائن عمل لصالح اليابان وجعل بلاده أداة لتوسعها هناك، مما أثار استياء واضطهاد شديدين بعد عام 1945.